# Helophorus nanus
Helophorus nanus är en skalbaggsart som beskrevs av Sturm 1836. Helophorus nanus ingår i släktet Helophorus, och familjen halsrandbaggar. Arten är reproducerande i Sverige.